# Sitiá
Sitiá é um distrito na zona leste do município de Banabuiú, no estado do Ceará, no Brasil. Criado no ano de 1878, administrado pela prefeitura de Banabuiú. Anteriormente o distrito fazia parte do município de Quixadá, como o nome Barra do Sitiá, em 1964 mudou o nome para Sitiá, e em 1988 foi emancipado como parte do município de Banabuiú.  
Está localizado a 40 km de Banabuiú e Morada Nova, através da BR 122 e CE-133. O distrito está localizado nas proximidades do Rio Banabuiú e Rio Sitiá.  

No distrito de Sitiá, está localizado a Igreja de Nossa Senhora da Conceição, construída no século XVII no ano de 1732, pertence a matriz de Banabuiú, da Diocese de Quixadá. Sitiá é o terceiro distrito mais populoso, seguido de Banabuiú (sede) e Rinaré.